# Башилов Олександр Олександрович
Башилов Олександр Олександрович (рос. Башилов, Александр Александрович; 31 серпня (11 вересня) 1777, Глухів — 31 грудня 1847 або 12 січня 1848, Москва) — російський генерал-майор, герой французько-російської війни 1812 року, сенатор, таємний радник; батько поета Олександра Олександровича Башилова.

## Біографія
Башилов Олександр Олександрович народився 31 серпня (11 вересня) 1777 року в місті Глухові, у дворянській родині. Батько його, Олександр Федорович (1751 -?) у 1770 — х роках, служачи в малоросійській колегії, обіймав посаду начальника колоній; потім, в 1780 році перебував директором економії в Курському намісництві, а 16 вересня 1781 року був призначений поручником правителя Київського намісництва; 1 серпня 1783 року наданий в статські, а 2 вересня 1793 року — в дійсні статські радники, а 20 жовтня 1793 призначений обер-прокурором 3-го департаменту Сенату. При Павлі I 19 грудня 1796 був наданий в таємні радники і призначений до присутності в Сенаті — в департаменті тяжебних справ. Але, як писав згодом його син: «батюшка мій спав і бачив, як би йому знову по добру і здорову забратися в Малоросію» і 7 жовтня 1797 вийшов у відставку.
Перебуваючи в Пажеському корпусі, Башилов незабаром виділився з середовища товаришів і був визначений до імператорського двору. Тут, перебуваючи особистим пажем імператриці Катерини II і потім улюбленим камер-пажем її наступника, Павла Петровича, Башилов залишався до 1798 року, коли, в день народження великого князя Михайла Павловича, був визначений поручиком в Преображенський лейб-гвардії полк і наданий званням флігель-ад'ютанта Його Величності.
У серпні 1799 року О. О. Башилов був відряджений з секретними депешами до Відня, до князя А. К. Розумовського, звідти йому було доручено відправитися в Італію для повідомлення Олександру Суворову подарованого імператором титулу князя італійського і для передачі сардинському королю кредитіва на суму 300 тисяч рублів. На зворотному шляху Розумовський довірив Башилову доставити в Росію надіслані з Мальти мощі Святого Іоанна Єрусалимського. Прибувши з ними в Гатчину в жовтні 1799 року, Башилов отримав з власних рук государя алмазний хрест ордена Святого Іоанна Єрусалимського, а 20 жовтня 1800 Башилов був наданий в полковники.
У січні 1801 року полковник Башилов, у званні кавалера посольства С. О. Количева, виїхав до Парижа, звідки, кілька місяців по тому, повернувся з дипломатичними депешами в Петербург. 9 лютого 1802 року за «нешанування до публіки в театрі» був позбавлений звання флігель-ад'ютанта і переведений в Уфимський мушкетерський полк. У зазначений полк, що дислокується в Уфі, не прибув, оскільки через 3 дні, 12 лютого 1802 року, в порядку пом'якшення покарання був переведений в Навагінський мушкетерський полк, що дислокується в Москві. З 30 листопада 1803 року по 2 грудня 1806 Башилов перебував у відставці.
3 грудня 1806 був призначений командиром Тамбовського мушкетерського полку, з яким брав участь у Війні четвертої коаліції. З червня 1809 командував бригадою. За відвагу виявлену в Болгарії в ході Російсько-турецької війни, 14 червня 1810 Башилов отримав погони генерал-майора.
Під час Вітчизняної війни 1812 Башилов відзначився в Битві під Городечной і 22 листопада того ж року був удостоєний ордена Святого Георгія 4-го класу № 1097.
|  | В відплату ревної служби і відмінності, наданого в боях проти французьких військ 31 липня при Городечне, де, командуючи трьома полками, діяв рішуче і безстрашно, подаючи собою приклад в найнебезпечніших випадках, особисто перебуваючи в ланцюзі, розпоряджав стрілками і коли ворог, посилившись, примусив трохи відступити, то рішуче пішов з Тамбовським і Костромським полками на багнети і прогнав його. |

Брав участь у Війні шостої коаліції, але 15 травня 1813 року за станом здоров'я був відправлений у почесну відставку.
27 квітня 1822 Башилов, з перейменуванням в чин дійсного статського радника, був перерахований у розпорядження московського військового губернатора, а з початком Російсько-турецької війни 1828-1829 років був визначений на посаду начальника рухомого парку 2-ї армії.
1 січня 1830 був визначений в Урядовий сенат з одночасним виробництвом в чин таємного радника; з квітня 1831 року по 1844 рік перебував на посаді директора комісії будівель в Москві. За черговістю нагородження входив до складу пенсіонерів — кавалерів ордена Св. Анни 1-го ступеня (200 рублів сріблом на рік).
Олександр Олександрович Башилов помер у Москві, був похований на Ваганьковському кладовищі (14 діл.).
На його честь названа Башиловська вулиця міста Москви.
Михайло Лермонтов в 1831 році написав на його адресу одне зі своїх віршів, яке було опубліковано в журналі «Вітчизняні записки» вже після смерті Башилова.